# Comando de Forças Especiais (Chipre)
O Comando de Forças Especiais (em grego:  Διοίκηση Καταδρομών, transl.: Dioíkisi Katadromón) é um ramo de combate da Guarda Nacional Cipriota. A principal missão das Forças Especiais é a guerra não-ortodoxa e foi para este propósito que iniciaram o seu treino em 1964, principalmente nas Montanhas Troodos, enquanto pouco depois, iniciou operações contra os rebeldes cipriotas turcos (membros do TMT) e as forças turcas que operavam na ilha.

## História
Antes da sua formação em 1964, Chipre não tinha capacidade central não-ortodoxa/de operações especiais, mas dependia de remanescentes e equipes que permaneceram após a dissolução da EOKA e de unidades como as equipes de Vassos Lyssarides (também conhecidas como "Κοκκινοσκούφηδες", "Boinas vermelhas").

### 1964-1974
Após a crise de 1963, o governo cipriota introduziu a Guarda Nacional Cipriota e no verão, em 9 de julho de 1964, o 31º Batalhão de Comandos foi formado e foi baseado em Evrychou. Assumiu a sua primeira missão em agosto de 1964 durante a Batalha de Tillyria contra as Forças Armadas Turcas e o TMT, eventualmente ajudando a então recém-formada Guarda Nacional a alcançar a sua primeira vitória, mas também perdendo os seus primeiros 3 soldados. Em setembro de 1964, foi formado o 32º Batalhão de Comandos na região de Saittas, em Troodos, e em 30 de abril de 1965, o 33º Batalhão de Comandos foi formado perto de Pedoulas.
Em 1967 as forças especiais mais uma vez foram chamadas à ação numa operação denominada "Gronthos" com o objetivo de limpar as colinas dentro e ao redor da aldeia de Kofinou de toda a resistência turca embora tenha sido um sucesso operacional inicial o comando sofreu uma baixa e as consequências políticas da operação foram graves. Em dezembro de 1973, o 34º Batalhão de Comandos foi formado como um componente puramente de reserva do Comando de Forças Especiais.
Durante o golpe-de-estado cipriota de 1974, as Forças Especiais desempenharam um papel fundamental, tomando todos os seus objectivos, incluindo o Palácio Presidencial, a empresa de radiodifusão, o quartel-general da Polícia de Chipre e o seu corpo de reserva e a Arquidiocese.
No dia 20 de julho, quando a Turquia invadiu Chipre, as Forças Especiais participaram em operações de limpeza das montanhas Cirênia e especificamente, Pentadaktylos, numa operação com o nome de código "Lavida" e também outras operações como a defesa do Aeroporto Internacional de Nicósia e a defesa de vários colinas.

### 1974-presente
Em 1978, após um sequestro no Aeroporto Internacional de Larnaca, as forças especiais egípcias tentaram uma operação de resgate na tentativa de imitar a Operação Entebbe, no entanto, devido a não obterem permissão do governo cipriota, ocorreu um tiroteio com as forças especiais cipriotas e outros elementos da guarda nacional, fazendo com que os egípcios sofressem pesadas baixas (36 mortos ou feridos), um Lockheed C-130 Hercules e um jipe também sendo destruídos. Após a explosão da Base Naval Evangelos Florakis, comandos foram enviados para guardar a área por um período de tempo.
Nos últimos anos, o Comando das Forças Especiais aumentou a sua cooperação com outros países: 
- Grécia – Todas as unidades especiais
- Israel – Egoz, Unidade 669
- França – CPA 10
- Egito – Forças Especiais
- Estados Unidos - MARSOC, Navy SEALs

## Uniforme e Insígnia
Todos os membros da Brigada usam a insígnia da unidade representando uma espada alada, representativa da natureza "mortal, silenciosa e rápida" das forças especiais. Um pergaminho atravessa a espada e as asas com o lema "Quem Ousa Vence" (em grego:  Ο Τολμων Νικα, transl.: O Tolmon Nika), uma homenagem às Forças Especiais da Grécia Livre que serviram na 1ª Brigada do Serviço Aéreo Especial (1 SAS) durante a Segunda Guerra Mundial. A insígnia da unidade é estampada com as palavras Δυνάμεις Καταδρομών (Forças Incursoras). Durante a operação, os remendos de baixa visibilidade ficam desgastados.

Todos os incursores usam a boina verde com o emblema nacional grego à esquerda.

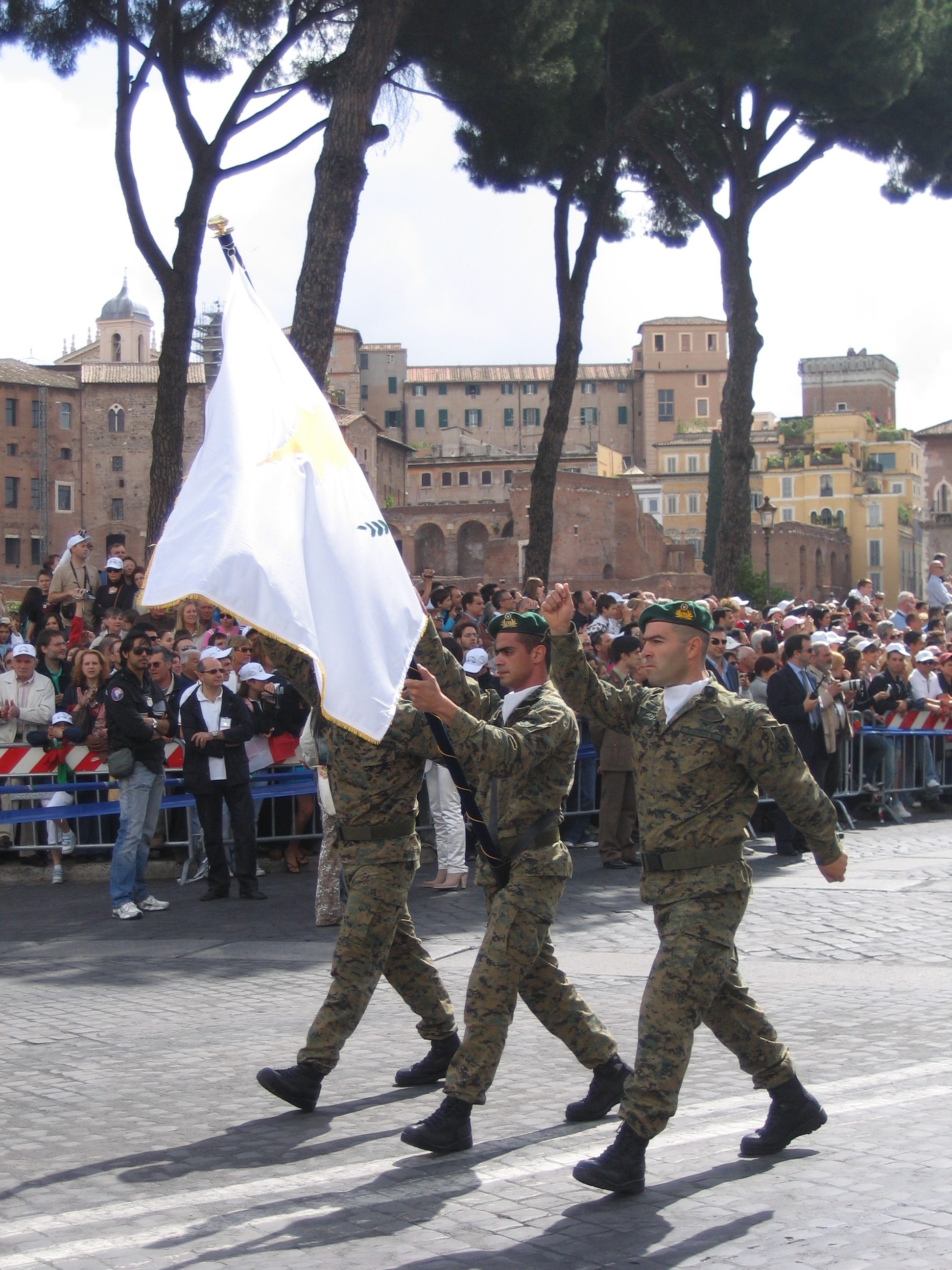
Guarda-bandeira marchando na Parada Militar da Festa da República na Itália, em 2007.
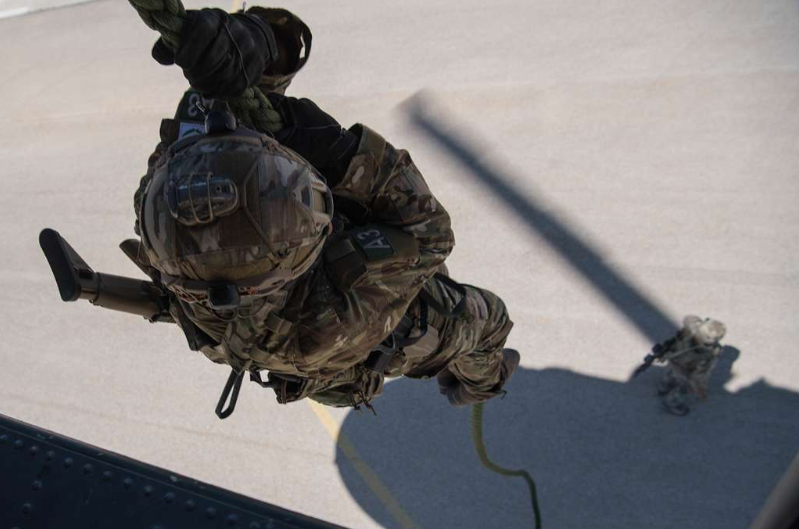
Operador cipriota realizando descida rápido com corda de um helicóptero durante o exercício Eager Lion, na Jordânia.
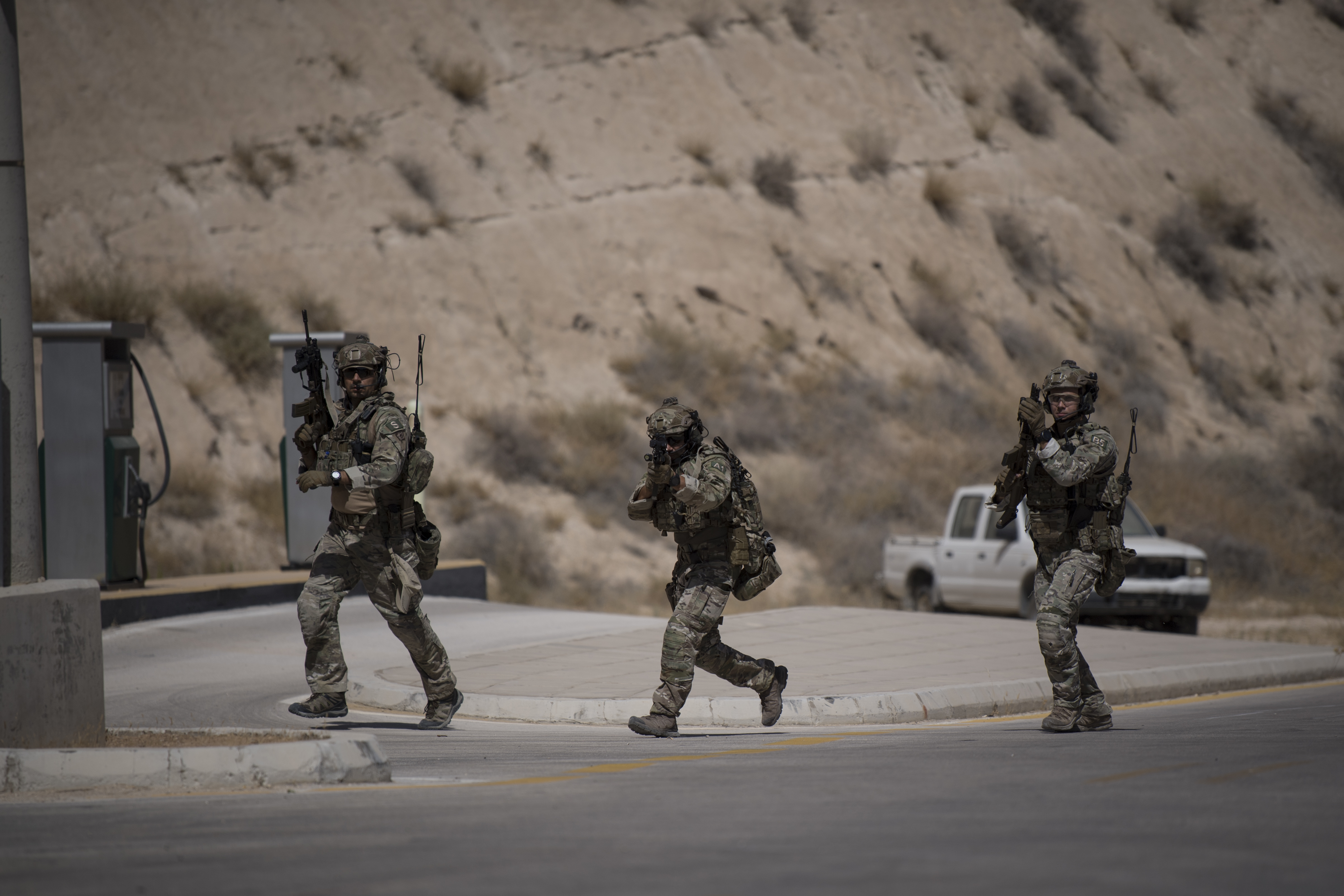
Forças Especiais Cipriotas durante exercícios de fogo e movimento no KASOTC, na Jordânia.
Insígnia da unidade de Forças Especiais estampada com ΔΥΝΑΜΕΙΣ ΚΑΤΑΔΡΟΜΩΝ (Forças Incursoras).